# Міддлсекс Тауншип (округ Камберленд, Пенсільванія)
Міддлсекс Тауншип (англ. Middlesex Township) — селище (англ. township) в США, в окрузі Камберленд штату Пенсільванія. Населення — 7021 особа (2020).

## Демографія
Згідно з переписом 2010 року, у селищі мешкало 7040 осіб у 2570 домогосподарствах у складі 1848 родин. Було 2703 помешкання
Расовий склад населення:
| - 94,2 % — білих - 2,0 % — чорних або афроамериканців - 1,6 % — азіатів - 0,2 % — корінних американців |

До двох чи більше рас належало 1,6 %. Частка іспаномовних становила 1,9 % від усіх жителів.
За віковим діапазоном населення розподілялося таким чином: 20,2 % — особи молодші 18 років, 63,6 % — особи у віці 18—64 років, 16,2 % — особи у віці 65 років та старші. Медіана віку мешканця становила 43,8 року. На 100 осіб жіночої статі у селищі припадало 103,6 чоловіків;  на 100 жінок у віці від 18 років та старших — 102,2 чоловіків також старших 18 років.
Середній дохід на одне домашнє господарство  становив 84 129 доларів США (медіана — 67 500), а середній дохід на одну сім'ю — 101 832 долари (медіана — 79 736). Медіана доходів становила 53 170 доларів для чоловіків та 38 702 долари для жінок. За межею бідності перебувало 7,6 % осіб, у тому числі 11,3 % дітей у віці до 18 років та 1,4 % осіб у віці 65 років та старших.
Цивільне працевлаштоване населення становило 3255 осіб. Основні галузі зайнятості: освіта, охорона здоров'я та соціальна допомога — 24,4 %, роздрібна торгівля — 12,4 %, транспорт — 10,3 %, фінанси, страхування та нерухомість — 9,8 %.